# Кадмус, Пол
Пол Кадмус (англ. Paul Cadmus; 17 декабря 1904, Нью-Йорк, США — 12 декабря 1999, Уэстон, США) — американский художник, иллюстратор.

## Биография
Пол Кадмус родился в Нью-Йорке в семье бедных художников. Отец, Эгбер Кадмус, занимался литографией, а мать была увлечена иллюстрацией книг для детей. Когда Полу исполнилось 15, он поступил в Национальную Академию Дизайна в Нью-Йорке, где он проучился вплоть до 1928 года. После чего нашел работу в нью-йоркском рекламном агентстве Blackman Company. Заработанные деньги он использовал, чтобы отправиться в путешествие на велосипеде через всю Францию и Испанию в компании со своим другом и возлюбленным Джаредом Френчем, который был тоже начинающим художником. Они проводили время в музеях европейских столиц, изучая работы великих мастеров эпохи Ренессанса. Кадмус на два года поселился на Майорке, где начал писать свои первые работы.